# Darko Nojić
Darko Nojić (6. ožujka 1984.), hrvatski je odbojkaš. Pozicija mu je primač napadač. Visok je 192 cm. Igrač je HAOK Mladost 2010./11. godine. Igra za hrvatsku reprezentaciju.